# قنصور شرقي
قنصور شرقي (الاسم العلمي:Colutea orientalis) هو نوع من النباتات يتبع جنس القنصور من الفصيلة البقولية.